# 卡尼伊萨尔德洛利瓦尔
卡尼伊萨尔德洛利瓦尔，是西班牙阿拉贡自治区特鲁埃尔省的一个市镇。总面积19平方公里，总人口116人（2001年），人口密度6人/平方公里。